# Albert Levan
Johan Albert Levan, född 8 mars 1905 i Göteborg, död 28 mars 1998  i Lund, var en svensk botanist och genetiker, professor vid Lunds universitet.

## Biografi
Albert Levan var son till postmästaren Emil Levan och Amy Gabrielsson. Han studerade humaniora och ärftlighetsforskning vid Lunds universitet, där han disputerade för doktorsgrad 1935. Han var under en tid anställd vid Svenska sockerfabriken som sakkunnig vid dess institut för betesförädling, samt var laborator i cytologi i Lund. Han var 1961–1973 professor i cytologi vid Lunds universitet. Han är mest känd för sin forskning om kromosomerna, som 1956 ledde till att han och Joe Hin Tjio för första gången kunde fastställa att människans normala antal kromosomer är 46.
Levan invaldes som ledamot av Finska Vetenskaps-Societeten år 1963 och av Kungliga Vetenskapsakademien år 1967. Han var gift med pianisten Karin Malmberg och var far till illustratören Cecilia Torudd och Göran Levan, professor i genetik vid Göteborgs universitet. Albert Levan är begravd på Norra kyrkogården i Lund.